# Basílica de Son Bou
La basílica de Son Bou és un jaciment arqueològic corresponent a un edifici paleocristià destinat al culte; es troba a la platja de Son Bou (Alaior), en un indret denominat ses Canessies, paraula de suposada etimologia àrab amb el significat de 'temple' o 'església'. La presència d'una església paleocristiana a l'indret era coneguda d'antic a causa de la visibilitat de la pica baptismal monolítica. La seva excavació s'inicià el 1951 i posà al descobert un edifici de 25,20 metres de llargària per 12,40 d'amplària, de tres naus separades per pilars, les quals, contràriament a la major part de les esglésies balears d'aquesta època, no conté mosaics, sinó que el seu paviment és de test; això ha duit als investigadors a discrepar sobre si cal fixar una cronologia anterior (a partir de l'any 450) o posterior a la resta d'esglésies primitives de Menorca.